# Естијак
Естијак (фр. Estillac) насеље је и општина у југозападној Француској у региону Аквитанија, у департману Лот и Гарона која припада префектури Ажан.
По подацима из 2011. године у општини је живело 1932 становника, а густина насељености је износила 243,32 становника/km². Општина се простире на површини од 7,94 km². Налази се на средњој надморској висини од 150 метара (максималној 164 m, а минималној 54 m).

## Демографија
| 1962. | 1968. | 1975. | 1982. | 1990. | 1999. | 2011. |
| ----- | ----- | ----- | ----- | ----- | ----- | ----- |
| 511   | 770   | 897   | 990   | 1.182 | 1.307 | 1.932 |

График промене броја становника у току последњих година